# Sphaerodactylus macrolepis
Sphaerodactylus macrolepis är en ödleart som beskrevs av  Günther 1859. Sphaerodactylus macrolepis ingår i släktet Sphaerodactylus och familjen geckoödlor.

## Underarter
Arten delas in i följande underarter:
- S. m. ateles
- S. m. grandisquamis
- S. m. guarionex
- S. m. inigoi
- S. m. mimetes
- S. m. macrolepis
- S. m. phoberus
- S. m. spanius
- S. m. stibarus